# رینگ لاردنر جونیور
رینگ لاردنر جونیور (انگلیسی: Ring Lardner Jr.؛ زاده ۱۹ اوت ۱۹۱۵ درگذشته ۳۱ اکتبر ۲۰۰۰) یک فیلم‌نامه‌نویس اهل ایالات متحده آمریکا بود.